# Jaime Oncins
Jaime Oncins (n. 16 de junio de 1970 en São Paulo) es un exjugador profesional de tenis de Brasil. Su mejor posición en el ranking mundial fue N°34 en 1993. En 1992 ganó sus dos únicos títulos de ATP en individuales y también representó a su país en los Juegos Olímpicos donde alcanzó los cuartos de final perdiendo ante el ruso Andrei Cherkasov. En dobles disputó 11 finales de torneos ATP y ganó en 5 de ellas.

## Torneos ATP

### Individuales

#### Títulos
| Leyenda                |
| Grand Slam (0)         |
| Tennis Masters Cup (0) |
| ATP Masters Series (0) |
| ATP Tour (2)           |

| N.º | Fecha                  | Torneo  | Superficie    | Oponente en la final | Resultado |
| --- | ---------------------- | ------- | ------------- | -------------------- | --------- |
| 1.  | 18 de mayo de 1992     | Bolonia | Tierra batida | Renzo Furlan         | 6-2 6-4   |
| 2.  | 2 de noviembre de 1992 | Búzios  | Dura          | Luis Herrera         | 6-3 6-2   |

#### Finalista en individuales
| Leyenda                |
| Grand Slam (0)         |
| Tennis Masters Cup (0) |
| ATP Masters Series (0) |
| ATP Tour (3)           |

| N.º | Fecha | Torneo    | Superficie | Oponente en la final | Resultado   |
| --- | ----- | --------- | ---------- | -------------------- | ----------- |
| 1.  | 1991  | Búzios    | Dura       | Jordi Arrese         | 6-1 4-6 0-6 |
| 2.  | 1991  | Sao Paulo | Dura       | Christian Miniussi   | 6-2 3-6 4-6 |
| 3.  | 1992  | Sao Paulo | Dura       | Luiz Mattar          | 1-6 4-6     |